# Singoli al numero uno nella Billboard Hot 100 nel 1994
La Billboard Hot 100 è la classifica dei singoli più venduti negli Stati Uniti d'America redatta dal magazine Billboard.

## HOT 100

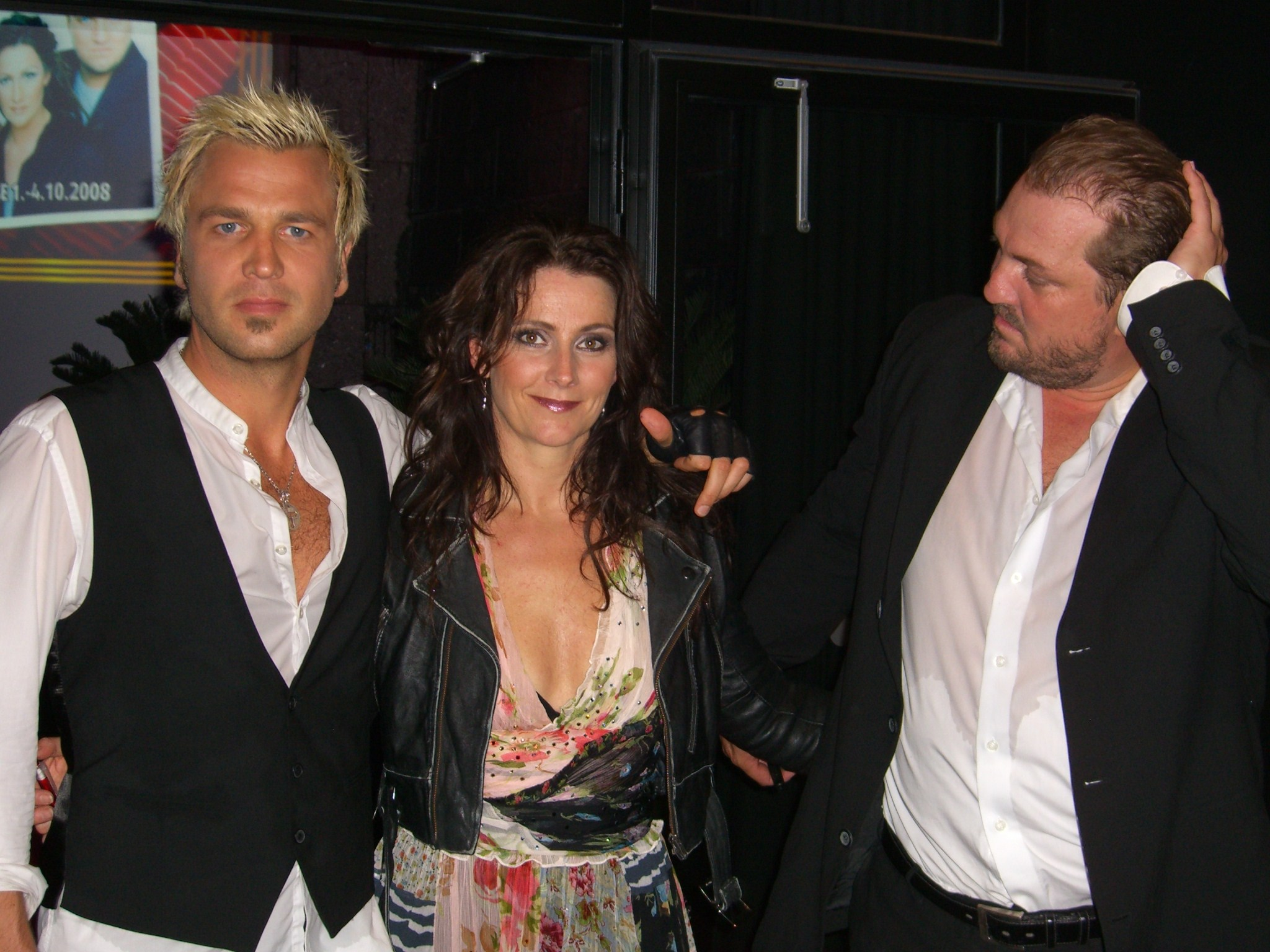
Gli svedesi Ace of Base conquistarono il mercato americano con il singolo The Sign, che registrò un totale di sei settimane al primo posto.

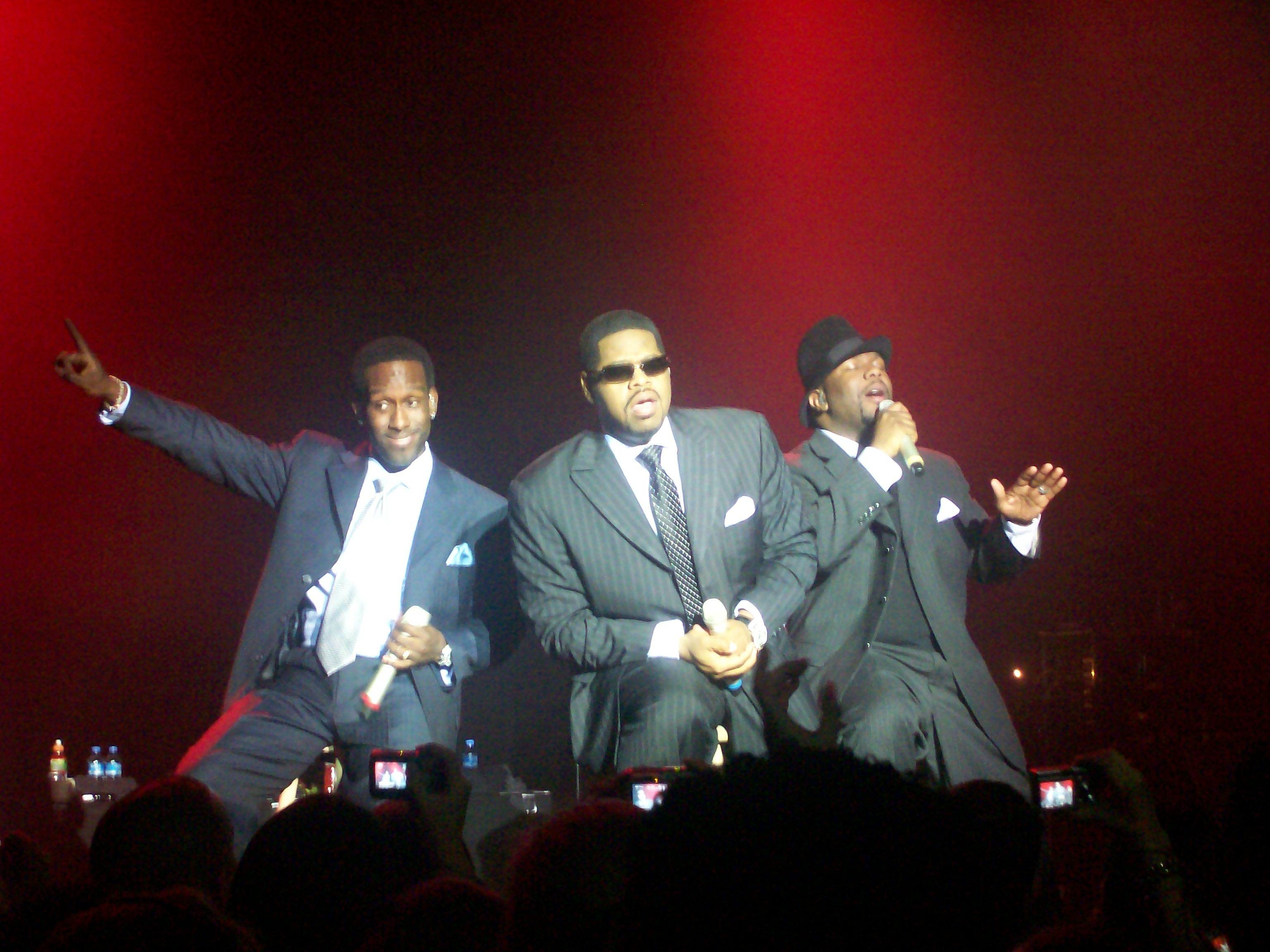
I Boyz II Men trascorsero sedici settimane consecutive in vetta alla classifica grazie ai singoli I'll Make Love to You e On Bended Knee.

| la canzone contrassegnata con lo sfondo giallo si è aggiudicata il titolo di singolo #1 nella classifica cumulativa di fine anno del 1994 di Billboard. |

| Data di Pubblicazione | Canzone                     | Artista                           | Fonte  |
| --------------------- | --------------------------- | --------------------------------- | ------ |
| 1 Gennaio             | "Hero"                      | Mariah Carey                      | [ 1 ]  |
| 8 Gennaio             | "Hero"                      | Mariah Carey                      | [ 2 ]  |
| 15 Gennaio            | "Hero"                      | Mariah Carey                      | [ 3 ]  |
| 22 Gennaio            | "All for Love"              | Bryan Adams / Rod Stewart / Sting | [ 4 ]  |
| 29 Gennaio            | "All for Love"              | Bryan Adams / Rod Stewart / Sting | [ 5 ]  |
| 5 Febbraio            | "All for Love"              | Bryan Adams / Rod Stewart / Sting | [ 6 ]  |
| 12 Febbraio           | "The Power of Love"         | Céline Dion                       | [ 7 ]  |
| 19 Febbraio           | "The Power of Love"         | Céline Dion                       | [ 8 ]  |
| 26 Febbraio           | "The Power of Love"         | Céline Dion                       | [ 9 ]  |
| 5 Marzo               | "The Power of Love"         | Céline Dion                       | [ 10 ] |
| 12 Marzo              | "The Sign"                  | Ace of Base                       | [ 11 ] |
| 19 Marzo              | "The Sign"                  | Ace of Base                       | [ 12 ] |
| 26 Marzo              | "The Sign"                  | Ace of Base                       | [ 13 ] |
| 2 Aprile              | "The Sign"                  | Ace of Base                       | [ 14 ] |
| 9 Aprile              | "Bump n' Grind"             | R. Kelly                          | [ 15 ] |
| 16 Aprile             | "Bump n' Grind"             | R. Kelly                          | [ 16 ] |
| 23 Aprile             | "Bump n' Grind"             | R. Kelly                          | [ 17 ] |
| 30 Aprile             | "Bump n' Grind"             | R. Kelly                          | [ 18 ] |
| 7 Maggio              | "The Sign"                  | Ace of Base                       | [ 19 ] |
| 14 Maggio             | "The Sign"                  | Ace of Base                       | [ 20 ] |
| 21 Maggio             | "I Swear"                   | All-4-One                         | [ 21 ] |
| 28 Maggio             | "I Swear"                   | All-4-One                         | [ 22 ] |
| 4 Giugno              | "I Swear"                   | All-4-One                         | [ 23 ] |
| 11 Giugno             | "I Swear"                   | All-4-One                         | [ 24 ] |
| 18 Giugno             | "I Swear"                   | All-4-One                         | [ 25 ] |
| 25 Giugno             | "I Swear"                   | All-4-One                         | [ 26 ] |
| 2 Luglio              | "I Swear"                   | All-4-One                         | [ 27 ] |
| 9 Luglio              | "I Swear"                   | All-4-One                         | [ 28 ] |
| 16 Luglio             | "I Swear"                   | All-4-One                         | [ 29 ] |
| 23 Luglio             | "I Swear"                   | All-4-One                         | [ 30 ] |
| 30 Luglio             | "I Swear"                   | All-4-One                         | [ 31 ] |
| 6 Agosto              | "Stay (I Missed You)"       | Lisa Loeb & Nine Stories          | [ 32 ] |
| 13 Agosto             | "Stay (I Missed You)"       | Lisa Loeb & Nine Stories          | [ 33 ] |
| 20 Agosto             | "Stay (I Missed You)"       | Lisa Loeb & Nine Stories          | [ 34 ] |
| 27 Agosto             | "I'll Make Love to You"     | Boyz II Men                       | [ 35 ] |
| 3 Settembre           | "I'll Make Love to You"     | Boyz II Men                       | [ 36 ] |
| 10 Settembre          | "I'll Make Love to You"     | Boyz II Men                       | [ 37 ] |
| 17 Settembre          | "I'll Make Love to You"     | Boyz II Men                       | [ 38 ] |
| 24 Settembre          | "I'll Make Love to You"     | Boyz II Men                       | [ 39 ] |
| 1 Ottobre             | "I'll Make Love to You"     | Boyz II Men                       | [ 40 ] |
| 8 Ottobre             | "I'll Make Love to You"     | Boyz II Men                       | [ 41 ] |
| 15 Ottobre            | "I'll Make Love to You"     | Boyz II Men                       | [ 42 ] |
| 22 Ottobre            | "I'll Make Love to You"     | Boyz II Men                       | [ 43 ] |
| 29 Ottobre            | "I'll Make Love to You"     | Boyz II Men                       | [ 44 ] |
| 5 Novembre            | "I'll Make Love to You"     | Boyz II Men                       | [ 45 ] |
| 12 Novembre           | "I'll Make Love to You"     | Boyz II Men                       | [ 46 ] |
| 19 Novembre           | "I'll Make Love to You"     | Boyz II Men                       | [ 47 ] |
| 26 Novembre           | "I'll Make Love to You"     | Boyz II Men                       | [ 48 ] |
| 3 Dicembre            | "On Bended Knee"            | Boyz II Men                       | [ 49 ] |
| 10 Dicembre           | "On Bended Knee"            | Boyz II Men                       | [ 50 ] |
| 17 Dicembre           | "Here Comes the Hotstepper" | Ini Kamoze                        | [ 51 ] |
| 24 Dicembre           | "Here Comes the Hotstepper" | Ini Kamoze                        | [ 52 ] |
| 31 Dicembre           | "On Bended Knee"            | Boyz II Men                       | [ 53 ] |